# Esposende
Esposende este un oraș în districtul Braga, Portugalia.